# Chiasme (arts plastiques)
Dans les arts plastiques tels que la sculpture, le dessin, la peinture, on parle de « chiasme » pour une attitude humaine « qui croise et alterne les effets, où s'opposent l'inclinaison des épaules et celle des hanches ».

## Une formule héritée de la Grèce classique
Il faut distinguer chiasme et pondération que l'on rencontre dès la sculpture grecque classique, au début du Ve siècle avant notre ère et ensuite. L'on nomme « pondération classique » l'équilibre des masses corporelles quand une jambe est fléchie et portée vers l'avant, comme pour l'« éphèbe de Critios » (peu après 480 avant notre ère) : la distinction entre jambe « portante » et jambe « libre » amène un déhanchement dessinant un oblique sur la ligne du bassin, sans pour autant se répercuter sur le haut du corps. Cette position plus souple des jambes laisse le buste et les épaules droites dans un premier temps. Le chiasme, "en X", se rencontre plus tard avec le « Jeune homme de Mozia » et dans les sculptures de Polyclète : le Doryphore (vers 445-440 avant notre ère) et ensuite, comme le Diadumène (entre 450 et 425 ?). Avec cette solution les épaules s'inclinent du côté opposé à l'inclinaison du bassin, laquelle est entrainée par le talon qui se détache du sol. Cette position a été reprise abondamment dans l'Antiquité, puis à partir de la Renaissance, où l'on parle de contrapposto, voire de « hanchement » comme des équivalents du mot « chiasme ». L'Hercule (1260) de Nicola Pisano, sur la chaire du baptistère San Giovanni, à Pise, est apparemment la première occurrence manifeste d'une référence à cette solution antique. Elle s'inspire d'une formule définie par Lysippe et largement reprise dans le monde romain.

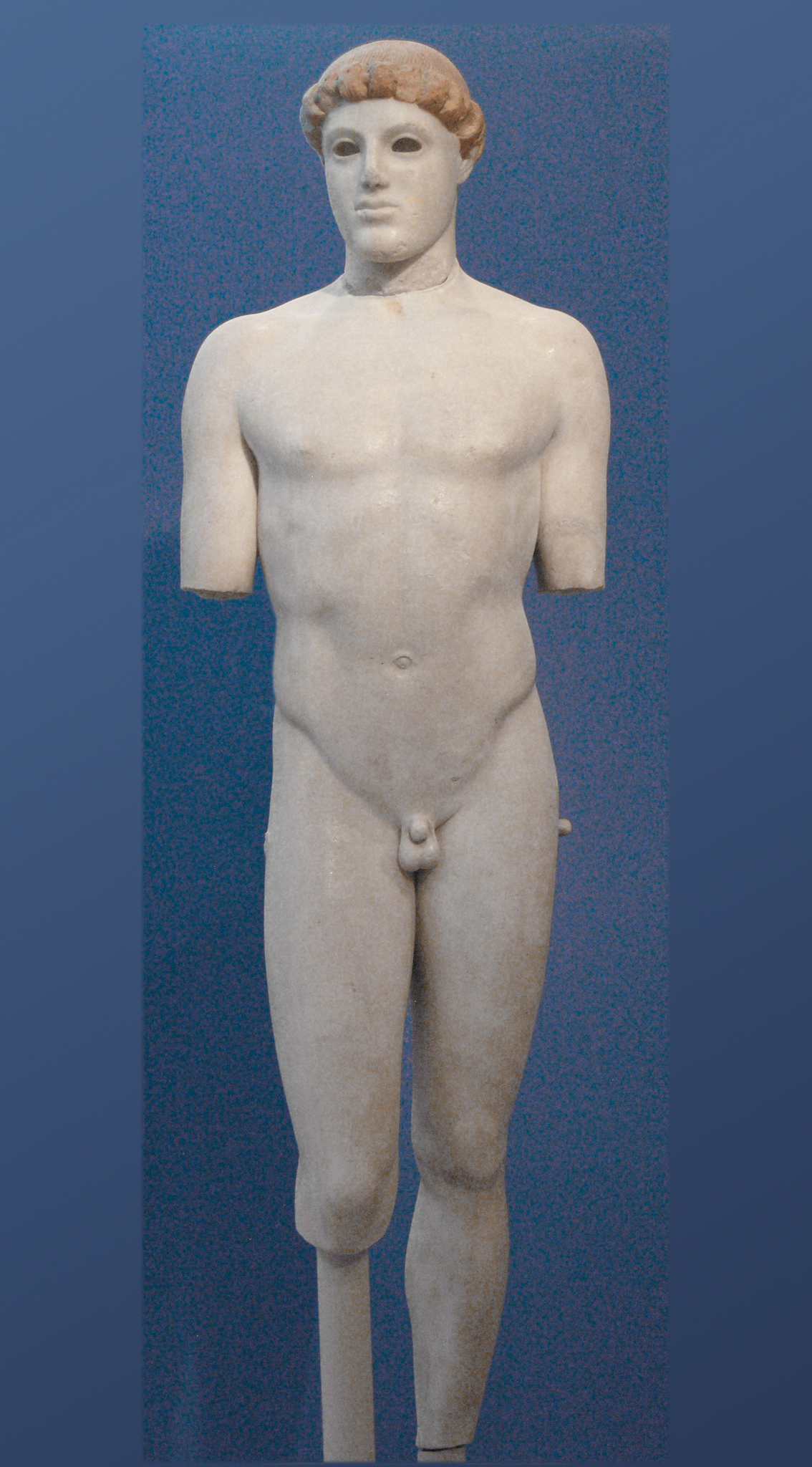
L'« Éphèbe de Critios ». Marbre de Paros, traces de couleur, H. 1,17 m. Longtemps daté d'avant le saccage de l'Acropole par les Perses en 480. Mais, en 2022 et selon le Musée de l'Acropole: après 480
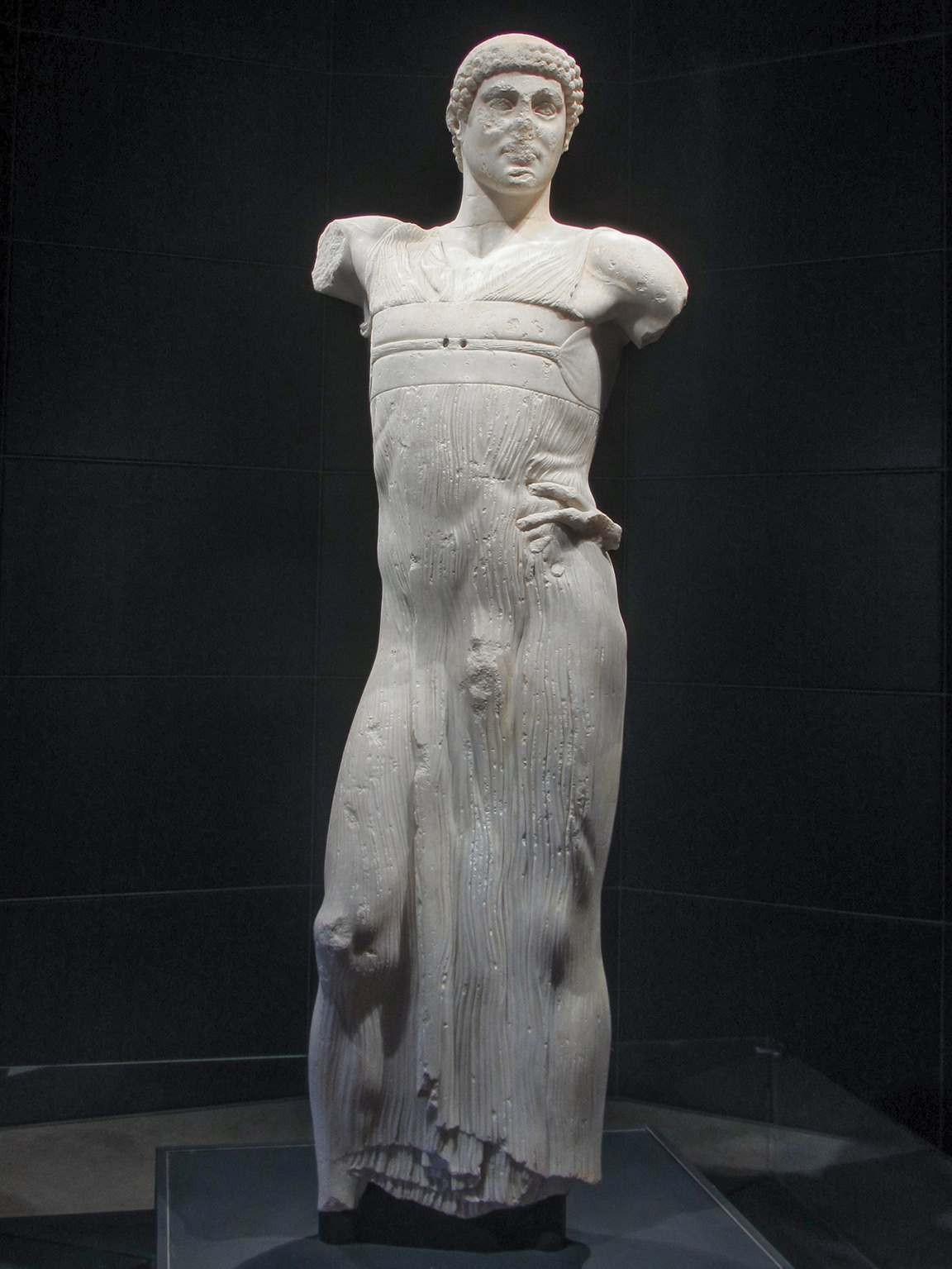
« Jeune homme de Mozia ». Sicile, 2e quart du Ve siècle(?) avant notre ère. Musée Whitaker, Motyé
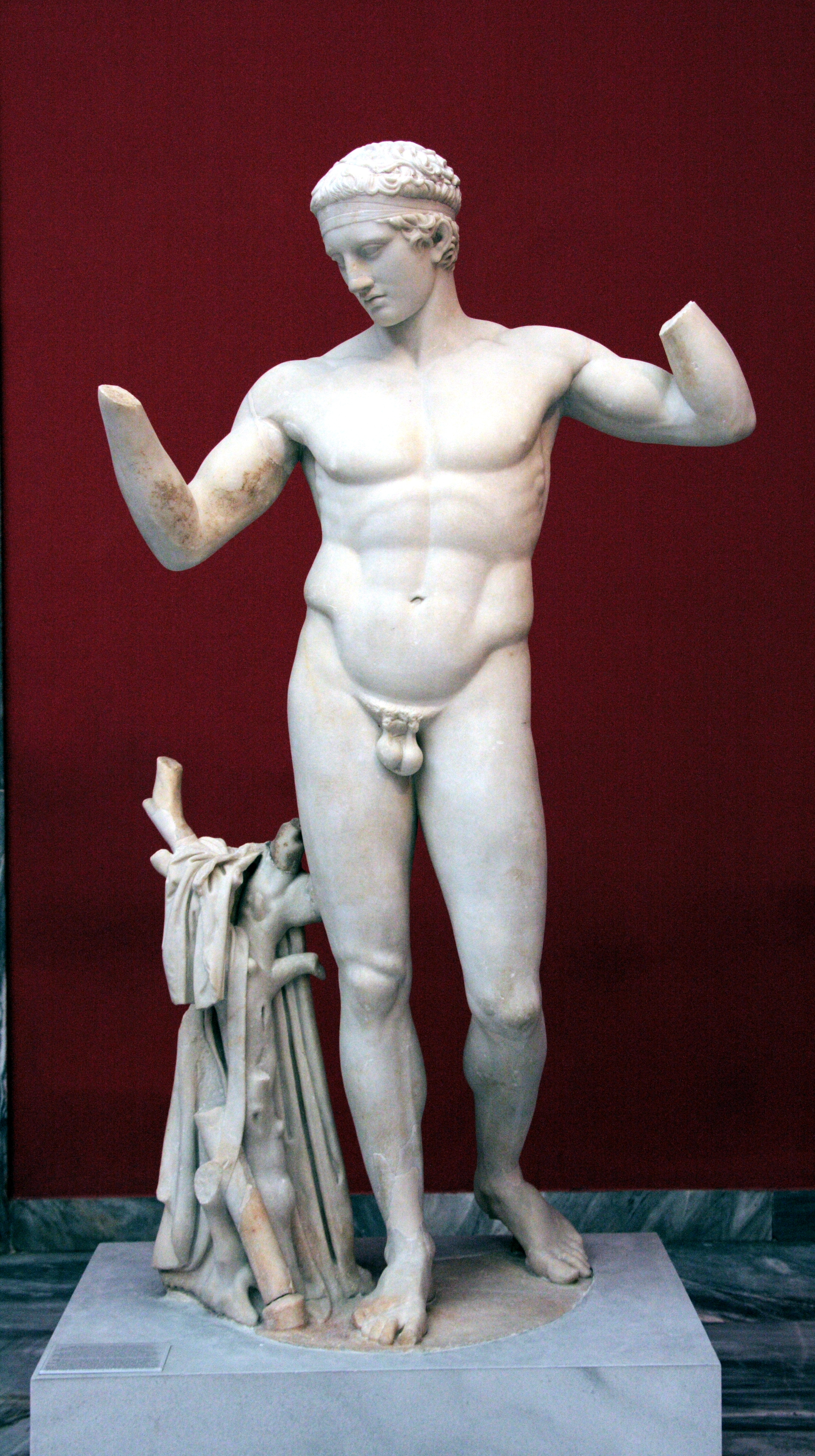
« Diadumène », copie romaine en marbre, H. 1,86 m.; v. 100 AEC / original, bronze de Polyclète, v. 430 AEC. MNArch Athènes. Le tronc d'arbre : un ajout pour le marbre. L'une des plus anciennes copies d'un type statuaire grec.
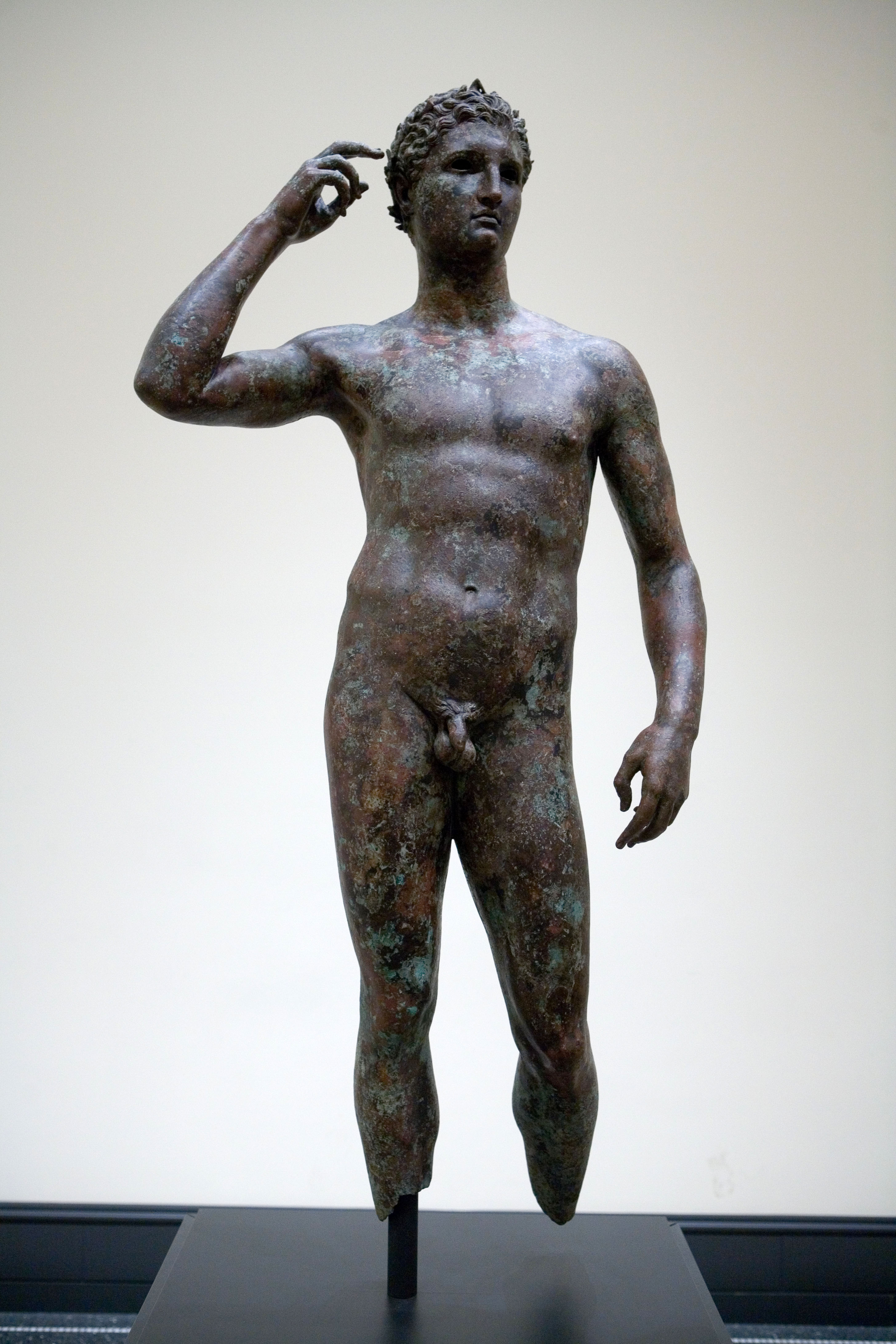
Lysippe. Athlète vainqueur. IVe siècle avant notre ère. Bronze. J. Paul Getty Museum
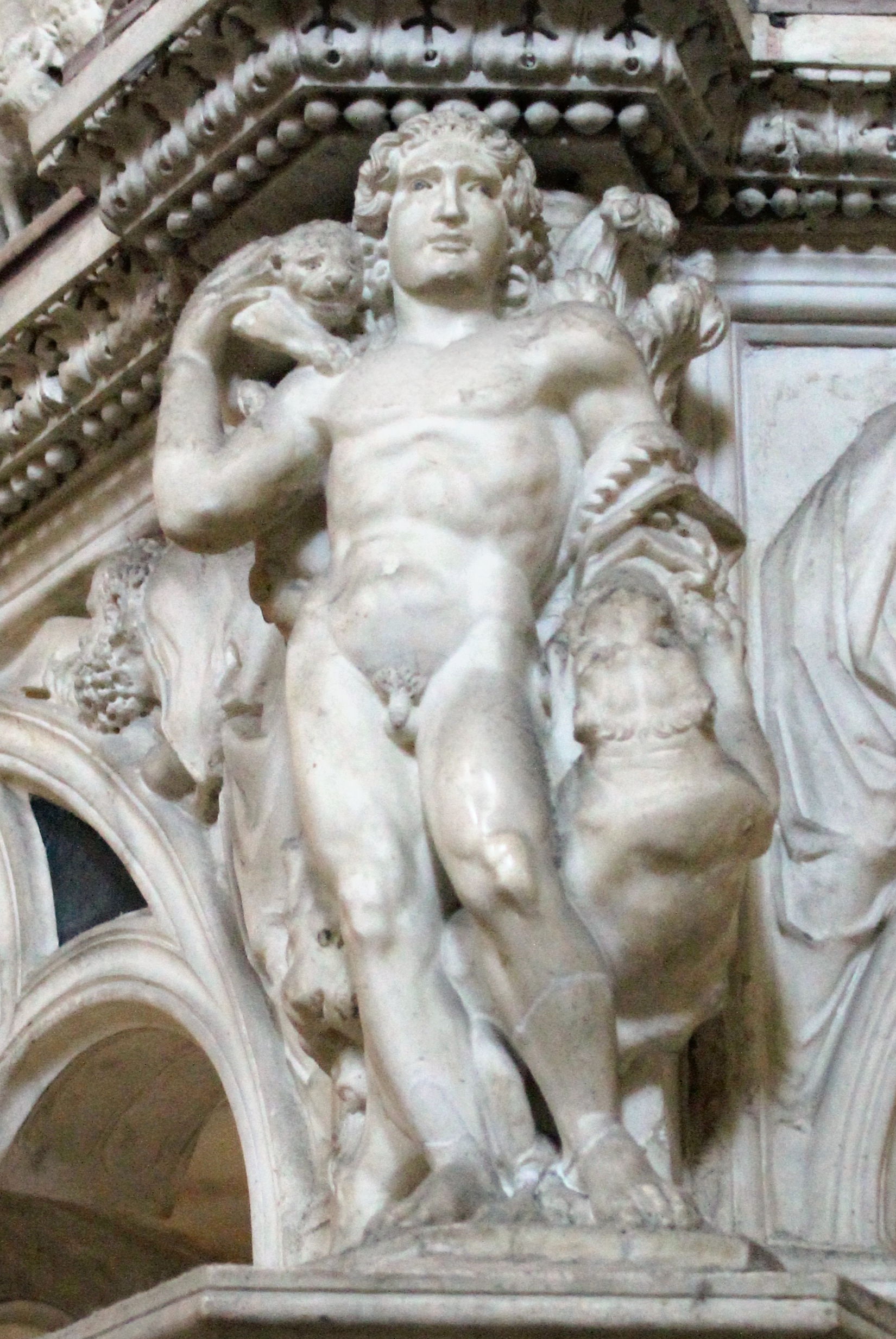
Nicola Pisano. Hercule.

En Grèce antique le chiasme n'était pas cantonné au seul domaine des images. Hérodote (Histoires, livre 1.87) cite un aphorisme attribué au roi Crésus qui présente la figure de style homonyme :

« En temps de paix, les fils ensevelissent leurs pères

En temps de guerre, les pères ensevelissent leurs fils. »